# Wildes Land – Die Rückkehr der Natur

Exmoor Ponys in Knepp Wildland

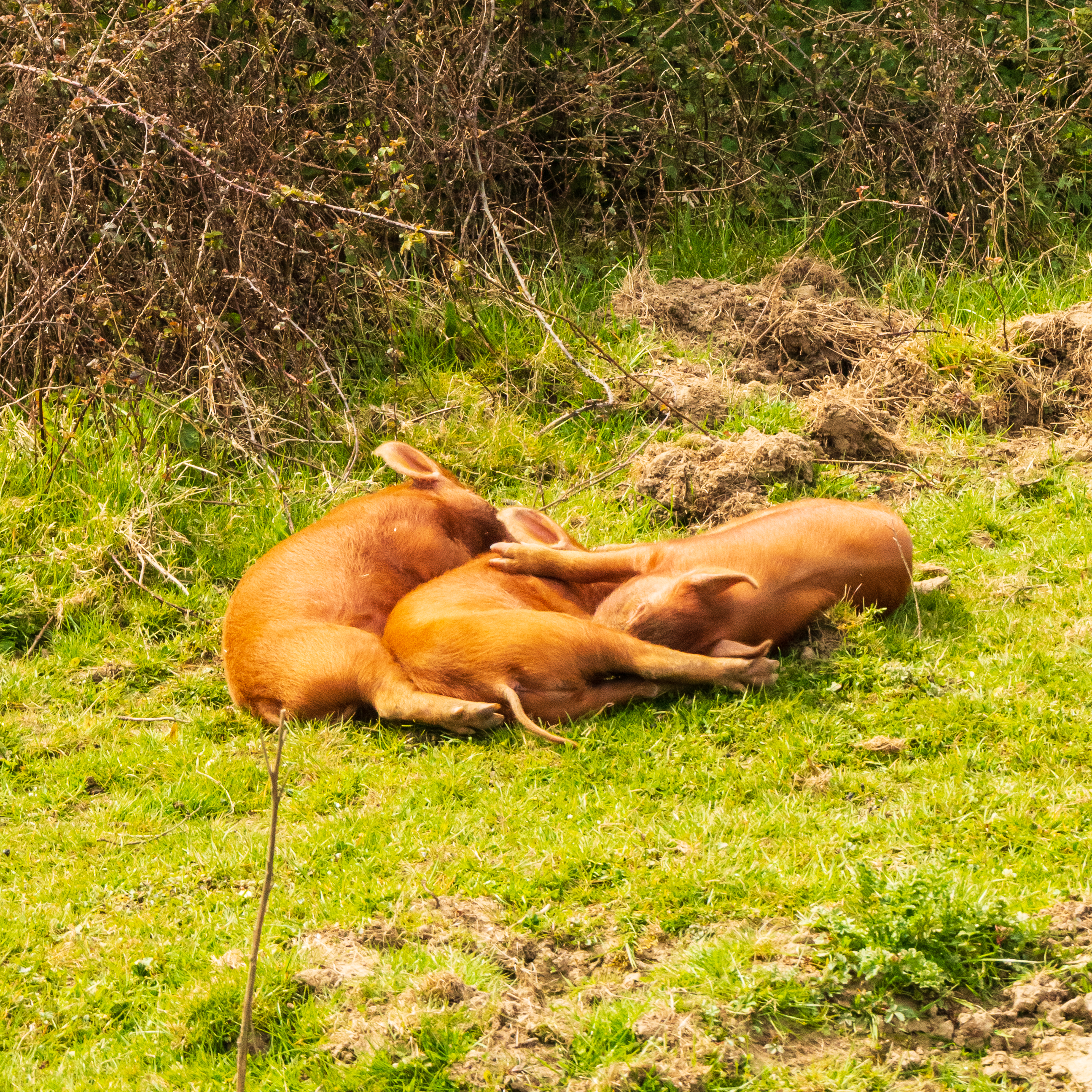
Schlafende Schweine in Knepp Wildland

Wildes Land – Die Rückkehr der Natur ist ein englischer Dokumentarfilm von Regisseur David Allen aus dem Jahr 2023. Er beruht auf der 2018 erschienen Biographie Isabella Trees.

## Handlung
Charlie Burrell und Isabella Tree begannen in den 1990er-Jahren, Burrells zunehmend unrentable Landwirtschaft zu renaturieren und zum Knepp Wildland umzubauen. Sie siedelten freilebende Pferde, Rinder, Schweine, Wildtiere und andere Tiere an, überließen die Landschaft weitgehend sich selbst und stellten nach kurzer Zeit fest, dass sich der Boden wieder erholt hatte. Später wurden auch Tiere angesiedelt, die in dieser Gegend nicht mehr heimisch waren, wie Biber und Störche. Der Film spricht die Probleme an – Nachbarn, die unter der Verbreitung von Unkraut leiden –, zeigt aber grundsätzlich eine Erfolgsgeschichte. Auch lustige Szenen fehlen nicht: ein Wildpferd, das ein Poloturnier aufmischt, oder Schweine, die sich über ein Catering-Zelt hermachen.

## Erscheinen
Der Film erschien 2023 anlässlich des London Film Festivals.

## Rezeption
Der Film wurde gut besprochen. Er erreichte bei Rotten Tomatoes einen Wert von 83 %. Grundsätzlich werden bei den positiven Besprechungen die filmischen Aspekte und die ökologische Bedeutung des Projekts hervorgehoben; die eher negativen Besprechungen beziehen sich einerseits darauf, dass der Film die Probleme Knepp Wildlands eher vage behandle und andererseits auf die Frage, ob der Film Knepp Wildland als landwirtschaftliches Projekt nicht zu positiv darstelle.
Charlotte O’Sullivan vom Guardian nennt ihn ein „inspirierendes Loblied“. Sarah Kent von The Arts Desk spricht von einem „glorreichen Dokumentarfilm, der Hoffnung mache“.
Negativ besprochen wurde der Film in der Times durch Kevin Maher: „Der Dokumentarfilm dazu ist leider kaum ambitionierter als ein Imagefilm.“
Gabriele Flossmann vom österreichischen Kurier merkt trotz positiver Bewertung an, dass der Film in einzelnen Bereichen wie der Finanzierung oder den bürokratischen Hindernissen zu vage bleibe. Ähnliche Einschränkungen sind in den Rezensionen von Adrian Gmelch auf Film-Rezensionen und von Gaby Sikorski auf filmdienst.de zu finden.
Stefe auf Filmjournalisten hinterfragt, „wie die Vision, die am Ende des Filmes erwähnt wird, dass ganz Britannien so bewirtschaftet würde, sich ernährungstechnisch für das Land auswirkte.“